# Jean-Marie Jacquemier
Jean-Marie Jacquemier, né le 14 janvier 1806 à Cessy et mort le 14 juin 1879 à Paris, est un médecin obstétricien connu pour une méthode d'accouchement en cas de dystocie des épaules. Il a été membre de l'académie nationale de médecine de 1860 à sa mort.

## Distinctions
- Chevalier de la Légion d'honneur (1862)

## Hommage
- L'Académie nationale de médecine conserve son buste en marbre blanc, œuvre du sculpteur Louis-Ernest Barrias[3].